# Ginnifer Goodwin

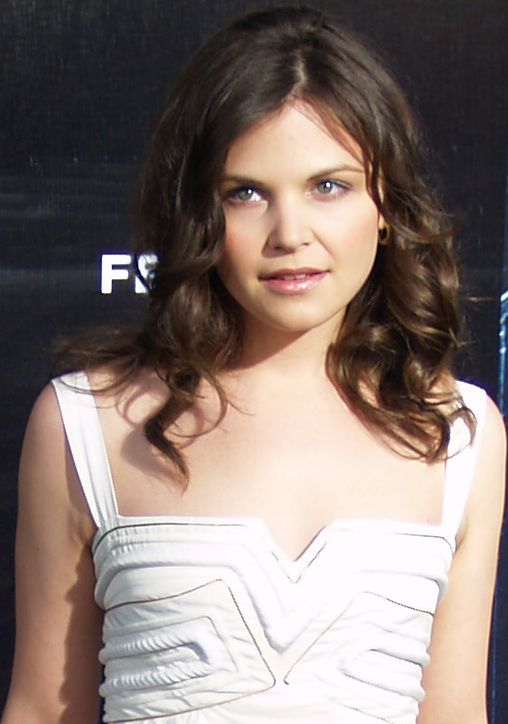
Ginnifer Goodwin (2007)

Jennifer Michelle 'Ginnifer' Goodwin (Memphis, 22 mei 1978) is een Amerikaans televisie- en filmactrice. Ze was voor het eerst op televisie te zien in 2001 tijdens een eenmalig optreden in Law & Order, waarna ze datzelfde jaar een vaste rol kreeg als Diane Snyder in de televisieserie Ed. Goodwin debuteerde in 2003 op het witte doek in de film Mona Lisa Smile.
Vanaf 2011 speelt Goodwin een van de hoofdrollen in de tv-serie Once Upon a Time, als Snow White en Mary Margaret Blanchard.
Goodwin trouwde op 12 april 2014 met acteur en Once upon a Time-collega Josh Dallas. Hun eerste kind werd geboren op 29 mei 2014, een zoon. Hun tweede zoon kwam op 1 juni 2016 ter wereld.

## Filmografie
*Exclusief televisiefilms
- Once Upon a Studio (2023, stem) - als Judy Hopps
- Zootopia (2016, stem)
- Tinker Bell and the Legend of the NeverBeast (2014, stem)
- Something Borrowed (2011)
- Ramona and Beezus (2010)
- A Single Man (2009)
- He's Just Not That Into You (2009)
- Birds of America (2008)
- Day Zero (2007)
- In the Land of Women (2007)
- Love Comes to the Executioner (2006)
- Walk the Line (2005)
- Win a Date with Tad Hamilton! (2004)
- Mona Lisa Smile (2003)

## Televisieseries
*Exclusief eenmalige gastoptredens
- Zootopia+ - Judy Hopps (2022, stem in vier afleveringen)
- Why Women Kill - Beth Ann Stanton (2019, 10 afleveringen)
- Once Upon a Time - Snow White/Mary Margaret Blanchard (2011-2018, 134 afleveringen)
- Big Love - Margene Heffman (2006-2009)
- Robot Chicken - Amanda Bynes (2005-2007, zeven afleveringen)
- Ed - Diane Snyder (2001-2004, 25 afleveringen)

- Biblioteca Nacional de España: XX1784857
- Bibliothèque nationale de France: cb15117684f (data)
- Gemeinsame Normdatei: 142539511
- International Standard Name Identifier: 0000 0001 0907 9518
- Library of Congress Control Number: no2004095612
- MusicBrainz: a0e087ed-0f59-44d6-8a7f-15f2fafb5da5
- Nationale Bibliotheek van Tsjechië: xx0172805
- Nationale Bibliotheek van Israël: 987007444834405171
- Nederlandse Thesaurus van Auteursnamen: 338216588
- Système universitaire de documentation: 113134398
- Virtual International Authority File: 61847735
- WorldCat: E39PBJcC3VDDPHfqjMFHxmhCQq